# Jüdischer Friedhof (Suwałki)
Koordinaten: 54° 3′ 16,9″ N, 22° 55′ 5,5″ O

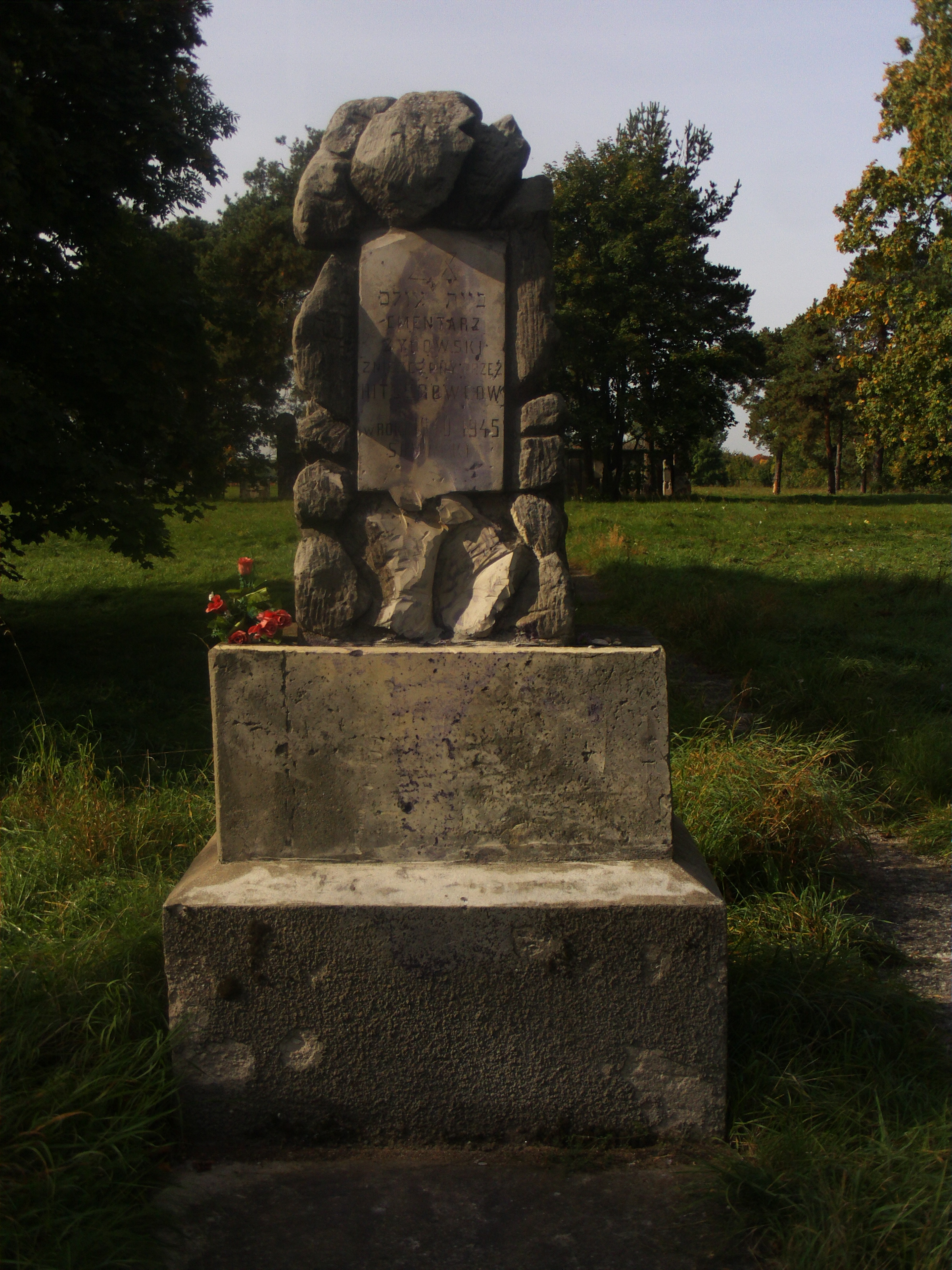
Denkmal Jüdischer Friedhof Suwałki

Der jüdische Friedhof in der Stadt Suwałki in der Woiwodschaft Podlachien im Nordosten Polens wurde 1825 angelegt. Die letzte bekannte Beerdigung fand 2010 statt. Während des Zweiten Weltkriegs wurde der Friedhof von den  deutschen Besatzern verwüstet. Auf einer Fläche von 3,8 ha sind etwa 20 Grabsteine erhalten geblieben, von denen der älteste aus dem Jahr 1856 stammt. Seit 1986 ist der Friedhof ein geschütztes Kulturdenkmal.